# Viamão
Viamão is een Braziliaanse gemeente en stad in de zuidelijke deelstaat Rio Grande do Sul. De stad is gelegen in het oosten van de metropoliaanse regio Porto Alegre en heeft 253.717 inwoners (2017). De stad ligt aan de Rio Guaíba en aan de Lagoa dos Patos.

## Geschiedenis
In de 18e eeuw liep in de streek van de huidige staat Rio Grande do Sul de handelsroute tussen de steden Laguna en Colonia del Sacramento. Kolonisten bouwden in de streek boerderijen en legden er plantages aan. In 1725 vestigde Cosme da Silveira, uit de vloot van kapitein João de Magalhães', zich in de streek van Viamão. Francisco Carvalho da Cunha kwam hem in 1741 vervoegen en bouwde de Estância Grande en de kerk van "Nossa Senhora da Conceição" ("Onbevlekte Ontvangenis") gebouwd werd. In 1747 werd de nederzetting uitgeroepen tot "burgerlijke parochie". Na de Spaanse inval van 1766, diende een administratief centrum gebouwd te worden voor het bestuur en Viamão werd tot 1773 de residentieplaats van de gouverneur. Nadien werd de residentie overgebracht naar Porto dos Casais (het latere Porto Alegre). In 1880 werd Porto Alegre een afzonderlijke gemeente.
Na de komst van de republiek en de ontbinding van de gemeenteraad als uitvoerende macht in 1889, verkoos de stad zijn eerste burgemeester, luitenant-kolonel Tristão José de Fraga, die voordien voorzitter was geweest van de gemeenteraad.

## Aangrenzende gemeenten
De gemeente grenst aan Alvorada, Capivari do Sul, Glorinha, Gravataí, Porto Alegre en Santo Antônio da Patrulha. En over water (Lago Guaíba en Lagoa do Casamento) met Barra do Ribeiro en Palmares do Sul.

## Geboren in Viamão
- Paulo Roberto (1962), voetballer
- Renan Brito Soares (1985), voetballer (doelman)